# Love Shoulda Brought You Home
Love Shoulda Brought You Home é o primeiro single solo da cantora de R&B norte-americana Toni Braxton, composta por Babyface, Daryl Simmons e Bo Watson; lançada em 1992 para a trilha sonora do filme norte-americano de comédia romântica "Boomerang", foi lançado também oficialmente em 1993 no primeiro álbum da cantora, Toni Braxton

## Faixas e Formatos
U.S. CD single
1. "Love Shoulda Brought You Home" (Radio Edit) – 4:16
2. "Love Shoulda Brought You Home" (Album Version) – 4:56
3. "Love Shoulda Brought You Home" (Slow Sensual Mix) – 3:33

UK CD single
1. "Love Shoulda Brought You Home" (Radio Edit) – 4:16
2. "How Many Ways" (R. Kelly Radio Edit) – 4:02
3. "How Many Ways" (Radio Edit Album Version) – 4:20
4. "The Christmas Song" – 3:25

## Charts
| Chart (1992)                         | Peak position |
| ------------------------------------ | ------------- |
| U.S. Billboard Hot R&B/Hip-Hop Songs | 4             |
| Chart (1993)                         | Peak position |
| U.S. Billboard Hot 100               | 33            |
| Chart (1994)                         | Peak position |
| UK Singles Chart                     | 33            |